# Джон Ньюбері
Джон Ньюбері ((хрещений 9 липня 1713 – 22 грудня 1767) — англійський книговидавець і письменник, який першим зробив публікацію дитячих книжок прибутковою. Створив «Маленьку гарненьку кишенькову книжечку», з якої почалася світова дитяча література.
На його честь з 1922 року вручається Медаль Джона Ньюбері (англ. John Newbery Medal) — американська щорічна літературна премія, яка присуджується авторові за видатний внесок в американську літературу для дітей.